# Puchar Kontynentalny 2014/2015
18. edycja Pucharu Kontynentalnego rozgrywana od 26 września 2014 roku do 11 stycznia 2015 roku.
Terminy etapów turnieju określono 13 czerwca 2014 roku, zaś miejsce rozgrywanych turniejów zostaną potwierdzone 28 czerwca w Budapeszcie. W edycji uczestniczy drużyna mistrza Polski – Ciarko PBS Bank KH Sanok, która rozpocznie rozgrywki od II rundy.

## Uczestnicy
| Runda          | Data                    | Grupa   | Miejsce                                       | Drużyna                                                                      |
| -------------- | ----------------------- | ------- | --------------------------------------------- | ---------------------------------------------------------------------------- |
| Pierwsza runda | 26-28 września 2014     | Grupa A | Hala Sportów Zimowych · Sofia · Bułgaria      | CG Puigcerdà Beostar Belgrad CSKA Sofia Izmir BJBSK                          |
| Druga runda    | 17-19 października 2014 | Grupa B | Eisarena Bremerhaven · Bremerhaven · Niemcy   | Fischtown Pinguins Bremerhaven Tilburg Trappers Belfast Giants CSKA Sofia    |
| Druga runda    | 17-19 października 2014 | Grupa C | Patinoarul Olimpic Brașov · Braszów · Rumunia | Ciarko PBS Bank KH Sanok ASC Corona 2010 Braszów DAB Dunaújváros Prizma Ryga |
| Trzecia runda  | 21-23 listopada 2014    | Grupa D | Arena Ritten · Ritten · Włochy                | Ritten Sport Herning Blue Fox Jertys Pawłodar Fischtown Pinguins Bremerhaven |
| Trzecia runda  | 21-23 listopada 2014    | Grupa E | Patinoire du Haras · Angers · Francja         | Nioman Grodno Ducs d’Angers Belfast Giants Ciarko PBS Bank KH Sanok          |
| Super finał    | 9-11 stycznia 2015      | Grupa F | Eisarena Bremerhaven · Bremerhaven · Niemcy   | Jertys Pawłodar Fischtown Pinguins Bremerhaven Ducs d’Angers Nioman Grodno   |

Pierwotnie do udziału w III rundzie Grupie E był przewidziany ukraiński klub Kompańjon Kijów, jednak z uwagi na sytuację polityczną w tym kraju drużyna została wycofana z uczestnictwa. Decyzją władz IIHF miejsce tego zespołu zapewniono drużynie która uzyskała lepszy bilans punktowy w obu grupach II rundy.

## I runda

### Grupa A
Tabela

| Lp. | Zespół          | M | Pkt | Z | WpD | PpD | P | G+ | G- | +/- |
| --- | --------------- | - | --- | - | --- | --- | - | -- | -- | --- |
| 1   | CSKA Sofia      | 3 | 9   | 3 | 0   | 0   | 0 | 32 | 7  | +25 |
| 2   | CG Puigcerdà    | 3 | 6   | 2 | 0   | 0   | 1 | 27 | 5  | +22 |
| 3   | Beostar Belgrad | 3 | 3   | 1 | 0   | 0   | 2 | 23 | 17 | +5  |
| 4   | Izmir BJBSK     | 3 | 0   | 0 | 0   | 0   | 3 | 6  | 59 | -53 |

Wyniki
| 26 września 2014 | Beostar Belgrad | 20:2 | Izmir BJBSK | Hala Sportów Zimowych, Sofia |

| Szczegóły      | Szczegóły | Szczegóły       | Szczegóły                              | Szczegóły                                                                                       |
| -------------- | --- | --------------- | -------------------------------------- | ----------------------------------------------------------------------------------------------- |
| Godzina: 15:30 | F. Petrovic (PP) 01:57 N. Kerezovic (EQ) 04:12 A. Kolarić (PP) 08:04 K. Kinkor (SH) 10:03 I. Glavonjic (PP) 14:26 N. Vucurevic (EQ) 15:42 N. Vucurevic (EQ) 18:49 N. Kerezovic (SH) 21:09 N. Vucurevic (PP) 23:44 K. Kinkor (EQ) 23:59 K. Kinkor (EQ) 26:54 P. Novakovic (SH) 34:22 V. Trajkovic (PP) 36:02 K. Kinkor (PP) 36:51 K. Kinkor (PP) 37:43 D. Gnitko (EQ) 39:48 D. Gnitko (EQ) 41:18 N. Lazarevic (PP) 45:40 D. Gnitko (PP) 47:25 K. Kinkor (PEN) 55:17 | (7:2, 9:0, 4:0) | 02:32 (EQ) B. Akay 16:49 (PP) S. Gumus | Widzów: 75 Sędzia główny: Andrejs Kudrjašovs Sędziowie liniowi: Luchezar Stojanow Cwetko Taniew |
| Godzina: 15:30 | 18 min. kar |                 | 24 min. kar                            | Widzów: 75 Sędzia główny: Andrejs Kudrjašovs Sędziowie liniowi: Luchezar Stojanow Cwetko Taniew |

| 26 września 2014 | CSKA Sofia | 3:2 | CG Puigcerdà | Hala Sportów Zimowych, Sofia |

| Szczegóły      | Szczegóły                                                          | Szczegóły       | Szczegóły                                   | Szczegóły                                                                                     |
| -------------- | ------------------------------------------------------------------ | --------------- | ------------------------------------------- | --------------------------------------------------------------------------------------------- |
| Godzina: 20:00 | W. Stefanecz (EQ) 13:31 G. Iskrenow (EQ) 35:16 A. Jotow (EQ) 36:34 | (1:0, 2:0, 0:2) | 44:04 (PP) W. Kulikow 58:08 (EQ) L. Ružička | Widzów: 500 Sędzia główny: Luka Kamsek Sędziowie liniowi: Mikulasz Furnadziew Tomas Lauksedis |
| Godzina: 20:00 | 10 min. kar                                                        |                 | 4 min. kar                                  | Widzów: 500 Sędzia główny: Luka Kamsek Sędziowie liniowi: Mikulasz Furnadziew Tomas Lauksedis |

| 27 września 2014 | CG Puigcerdà | 5:1 | Beostar Belgrad | Hala Sportów Zimowych, Sofia |

| Szczegóły      | Szczegóły                                                                                                  | Szczegóły       | Szczegóły               | Szczegóły                                                                                        |
| -------------- | --- | --------------- | ----------------------- | ------------------------------------------------------------------------------------------------ |
| Godzina: 15:30 | W. Kulikow (PP) 09:42 M. Skovira (EQ) 37:24 A. Pedraz (SH) 48:18 L. Ruzicka (EQ) 51:50 R. Morer (EQ) 52:17 | (1:0, 1:0, 3:1) | 53:09 (EQ) L. Vukicevic | Widzów: 95 Sędzia główny: Trpimir Piragić Sędziowie liniowi: Mikulasz Furnadziew Tomas Lauksedis |
| Godzina: 15:30 | 10 min. kar                                                                                                |                 | 22 min. kar             | Widzów: 95 Sędzia główny: Trpimir Piragić Sędziowie liniowi: Mikulasz Furnadziew Tomas Lauksedis |

| 27 września 2014 | Izmir BJBSK | 3:19 | CSKA Sofia | Hala Sportów Zimowych, Sofia |

| Szczegóły      | Szczegóły                                                       | Szczegóły       | Szczegóły | Szczegóły                                     |
| -------------- | --------------------------------------------------------------- | --------------- | --- | --------------------------------------------- |
| Godzina: 19:00 | O. Uzunali (EQ) 14:31 S. Gumus (PP2) 36:58 C. Baykan (PP) 52:54 | (1:6, 1:7, 1:6) | 03:23 (EQ) M. Mendel 06:31 (PP) N. Bożanow 11:26 (EQ) M. Mendel 12:45 (PP) A. Simo 15:31 (EQ) A. Johnsson 17:35 (EQ) J. Dusicka 22:21 (EQ) M. Holubek 23:40 (PP) N. Bożanow 24:33 (PP) M. Holubek 26:30 (EQ) S. Muhachev 26:59 (EQ) M. Mendel 29:23 (EQ) A. Yotov 33:55 (PP) Iskrenov 44:11 (EQ) M. Boyadjiev 45:17 (EQ) K. Monov 46:46 (EQ) I. Batora 51:24 (EQ) Iskrenov 54:12 (EQ) A. Johnsson 56:01 M. Mendel | Widzów: 553 Sędzia główny: Andrejs Kudrjašovs |
| Godzina: 19:00 | 20 min. kar                                                     |                 | 20 min. kar | Widzów: 553 Sędzia główny: Andrejs Kudrjašovs |

| 28 września 2014 | Izmir BJBSK | 1:20 | CG Puigcerdà | Hala Sportów Zimowych, Sofia |

| Szczegóły      | Szczegóły             | Szczegóły       | Szczegóły | Szczegóły                                 |
| -------------- | --------------------- | --------------- | --- | ----------------------------------------- |
| Godzina: 14:00 | I. Salegui (EQ) 45:04 | (0:6, 0:7, 1:7) | 02:00 (EQ) M. Paul 03:36 (EQ) A. Pedraz 06:06 (PP) D. Hilario 10:31 (EQ) S. Barnola 16:13 (EQ) D. Hilario 19:42 (PP) M. Škovira 20:46 (EQ) M. Škovira 23:07 (SH) A. Pedraz 26:16 (EQ) M. Škovira 26:50 (PP) A. Pedraz 27:39 (EQ) B. Ribot-Tona 37:53 (PP) M. Škovira 39:06 (EQ) B. Ribot-Tona 45:04 (EQ) I. Salegui 46:19 (EQ) M. Škovira 52:46 (PP) S. Barnola 54:16 (EQ) I. Granell 55:35 (EQ) L. R. Kelvey-Brown Tona 56:22 (EQ) R. Morer 58:36 (EQ) L. Růžička | Widzów: 99 Sędzia główny: Trpimir Piragić |
| Godzina: 14:00 | 10 min. kar           |                 | 18 min. kar | Widzów: 99 Sędzia główny: Trpimir Piragić |

| 28 września 2014 | CSKA Sofia | 10:2 | Beostar Belgrad | Hala Sportów Zimowych, Sofia |

| Szczegóły      | Szczegóły | Szczegóły       | Szczegóły                                    | Szczegóły                              |
| -------------- | --- | --------------- | -------------------------------------------- | -------------------------------------- |
| Godzina: 17:30 | G. Iskrenov (PP2) 08:28 G. Iskrenov (PP) 11:52 A. Mikhachev (EQ) 14:44 I. Boyko (EQ) 24:45 I. Kaikl (EQ) 32:52 I. Boyko (EQ) 37:24 J. Dusicka (EQ) 42:54 J. Dusicka (EQ) 54:03 V. Steanech (EQ) 56:42 M. Boyadjiev (EQ) 59:21 | (3:0, 3:1, 4:1) | 35:52 (EQ) L. Vukicevic 46:22 (EQ) K. Kinkor | Widzów: 500 Sędzia główny: Luka Kamsek |
| Godzina: 17:30 | 12 min. kar |                 | 52 min. kar                                  | Widzów: 500 Sędzia główny: Luka Kamsek |

## II runda

### Grupa B
Tabela

| Lp. | Zespół                         | M | Pkt | Z | WpD | PpD | P | G+ | G- | +/- |
| --- | ------------------------------ | - | --- | - | --- | --- | - | -- | -- | --- |
| 1   | Fischtown Pinguins Bremerhaven | 3 | 9   | 3 | 0   | 0   | 0 | 14 | 4  | +10 |
| 2   | Belfast Giants                 | 3 | 6   | 2 | 0   | 0   | 1 | 12 | 7  | +5  |
| 3   | Tilburg Trappers               | 3 | 3   | 1 | 0   | 0   | 2 | 6  | 12 | -6  |
| 4   | CSKA Sofia                     | 3 | 0   | 0 | 0   | 0   | 3 | 8  | 17 | -9  |

Wyniki
| 17 października 2014 | Tilburg Trappers | 1:4 | Belfast Giants | Eisarena Bremerhaven, Bremerhaven |

| Szczegóły      | Szczegóły          | Szczegóły       | Szczegóły                                                                                 | Szczegóły                              |
| -------------- | ------------------ | --------------- | ----------------------------------------------------------------------------------------- | -------------------------------------- |
| Godzina: 16:00 | J. Smid (EQ) 56:11 | (0:1, 0:3, 1:0) | 15:59 (PP) A. Keefe 28:45 (EQ) M. McCutcheon 29:37 (EQ) C. Brookwell 34:16 (PP) M. Kompon | Widzów: 812 Sędzia główny: Milan Novak |
| Godzina: 16:00 | 10 min. kar        |                 | 10 min. kar                                                                               | Widzów: 812 Sędzia główny: Milan Novak |

| 17 października 2014 | CSKA Sofia | 2:6 | Fischtown Pinguins Bremerhaven | Eisarena Bremerhaven, Bremerhaven |

| Szczegóły      | Szczegóły                                    | Szczegóły       | Szczegóły | Szczegóły                                  |
| -------------- | -------------------------------------------- | --------------- | --- | ------------------------------------------ |
| Godzina: 20:00 | A. Johnsson (EQ) 38:14 W. Antipow (PP) 51:21 | (0:1, 1:1, 1:4) | 00:46 (PP) J. Hafenrichter 27:56 (EQ) B. Cook 42:59 (EQ) V. Beck 44:16 (EQ) B. Cook 46:27 (PP2) B. Cook 50:45 (EQ) M. Dejdar | Widzów: 1359 Sędzia główny: Laurent Garbay |
| Godzina: 20:00 | 18 min. kar                                  |                 | 16 min. kar | Widzów: 1359 Sędzia główny: Laurent Garbay |

| 18 października 2014 | Belfast Giants | 6:2 | CSKA Sofia | Eisarena Bremerhaven, Bremerhaven |

| Szczegóły      | Szczegóły | Szczegóły       | Szczegóły                                    | Szczegóły                                 |
| -------------- | --- | --------------- | -------------------------------------------- | ----------------------------------------- |
| Godzina: 16:00 | D. Lloyd (PP) 15:10 M. Garside (EQ) 18:41 D. Lloyd (PP) 30:16 J. Mason (PP) 32:05 M. Kompon (EQ) 46:07 C. Elfring (SH) 55:11 | (2:1, 2:1, 2:0) | 19:50 (EQ) W. Antipow 39:57 (EQ) S. Muhaczew | Widzów: 903 Sędzia główny: Laurent Garbay |
| Godzina: 16:00 | 8 min. kar |                 | 14 min. kar                                  | Widzów: 903 Sędzia główny: Laurent Garbay |

| 18 października 2014 | Fischtown Pinguins Bremerhaven | 4:0 | Tilburg Trappers | Eisarena Bremerhaven, Bremerhaven |

| Szczegóły      | Szczegóły                                                                               | Szczegóły       | Szczegóły   | Szczegóły                                 |
| -------------- | --------------------------------------------------------------------------------------- | --------------- | ----------- | ----------------------------------------- |
| Godzina: 20:00 | J. Hafenrichter (SH) 28:28 B. Cook (PP) 32:02 J. Kopecký (PP2) 39:25 B. Cook (PP) 46:38 | (0:0, 3:0, 1:0) |             | Widzów: 1433 Sędzia główny: Stefan Siegel |
| Godzina: 20:00 | 20 min. kar                                                                             |                 | 16 min. kar | Widzów: 1433 Sędzia główny: Stefan Siegel |

| 19 października 2014 | CSKA Sofia | 4:5 | Tilburg Trappers | Eisarena Bremerhaven, Bremerhaven |

| Szczegóły      | Szczegóły                                                                            | Szczegóły       | Szczegóły | Szczegóły                                |
| -------------- | ------------------------------------------------------------------------------------ | --------------- | --- | ---------------------------------------- |
| Godzina: 15:00 | A. Jotow (EQ) 06:02 A. Jotow (EQ) 09:54 I. Kaikl (PP) 31:56 D. Własienkow (EQ) 44:45 | (2:1, 1:0, 1:4) | 10:30 (EQ) K. Hogg 43:56 (EQ) B. Teunissen 47:21 (EQ) N. de Ruijter 50:24 (EQ) D. Hagemeijer 59:30 (EQ) I. van den Heuvel | Widzów: 796 Sędzia główny: Stefan Siegel |
| Godzina: 15:00 | 16 min. kar                                                                          |                 | 24 min. kar | Widzów: 796 Sędzia główny: Stefan Siegel |

| 19 października 2014 | Belfast Giants | 2:4 | Fischtown Pinguins Bremerhaven | Eisarena Bremerhaven, Bremerhaven |

| Szczegóły      | Szczegóły                                 | Szczegóły       | Szczegóły                                                                              | Szczegóły                               |
| -------------- | ----------------------------------------- | --------------- | -------------------------------------------------------------------------------------- | --------------------------------------- |
| Godzina: 19:00 | M. Kompon (PP) 12:28 M. Kompon (EQ) 21:52 | (1:1, 1:1, 0:2) | 06:57 (PP) J. Kopecký 38:50 (EQ) J. Kopecký 57:29 (PP) B. Hooton 59:59 (EN) J. Kopecký | Widzów: 1563 Sędzia główny: Milan Novak |
| Godzina: 19:00 | 8 min. kar                                |                 | 12 min. kar                                                                            | Widzów: 1563 Sędzia główny: Milan Novak |

### Grupa C
Tabela

| Lp. | Zespół                   | M | Pkt | Z | WpD | PpD | P | G+ | G- | +/- |
| --- | ------------------------ | - | --- | - | --- | --- | - | -- | -- | --- |
| 1   | Ciarko PBS Bank KH Sanok | 3 | 6   | 2 | 0   | 0   | 1 | 12 | 8  | +4  |
| 2   | ASC Corona 2010 Braszów  | 3 | 6   | 2 | 0   | 0   | 1 | 9  | 8  | +1  |
| 3   | DAB Dunaújváros          | 3 | 3   | 1 | 0   | 0   | 2 | 9  | 11 | -2  |
| 4   | Prizma Ryga              | 3 | 3   | 1 | 0   | 0   | 2 | 7  | 10 | -3  |

Wyniki
| 17 października 2014 | DAB Dunaújváros | 2:6 | Ciarko PBS Bank KH Sanok | Patinoarul Olimpic, Braszów |

| Szczegóły      | Szczegóły                                 | Szczegóły       | Szczegóły | Szczegóły                               |
| -------------- | ----------------------------------------- | --------------- | --- | --------------------------------------- |
| Godzina: 14:00 | N. Martine (EQ) 01:41 Z. Azari (EQ) 26:55 | (1:0, 1:3, 0:3) | 22:36 (PP) J. Pietrus 23:30 (EQ) J. Pietrus 30:06 (EQ) M. Danton 40:54 (PP) J. Knox 43:54 (EQ) M. Danton 50:09 (EQ) K. Zapała | Widzów: 500 Sędzia główny: Alex Lazzeri |
| Godzina: 14:00 | 10 min. kar                               |                 | 8 min. kar | Widzów: 500 Sędzia główny: Alex Lazzeri |

| 17 października 2014 | ASC Corona 2010 Braszów | 3:2 | Prizma Ryga | Patinoarul Olimpic, Braszów |

| Szczegóły      | Szczegóły                                                        | Szczegóły       | Szczegóły                                  | Szczegóły                               |
| -------------- | ---------------------------------------------------------------- | --------------- | ------------------------------------------ | --------------------------------------- |
| Godzina: 18:00 | J. Obšut (PP) 21:57 J. Obšut (PP) 28:50 Y. Piszarenko (PP) 29:09 | (0:2, 3:0, 0:0) | 04:23 (EQ) J. Ozoliņš 19:13 (SH) E. Kurmis | Widzów: 1012 Sędzia główny: Petr Amosou |
| Godzina: 18:00 | 14 min. kar                                                      |                 | 18 min. kar                                | Widzów: 1012 Sędzia główny: Petr Amosou |

| 18 października 2014 | Ciarko PBS Bank KH Sanok | 2:3 | Prizma Ryga | Patinoarul Olimpic, Braszów |

| Szczegóły      | Szczegóły                              | Szczegóły       | Szczegóły                                                            | Szczegóły                               |
| -------------- | -------------------------------------- | --------------- | -------------------------------------------------------------------- | --------------------------------------- |
| Godzina: 14:00 | J. Knox (PP) 01:46 R. Dutka (PP) 36:27 | (1:0, 1:2, 0:1) | 36:04 (PP) A. Siksnis 37:33 (PP) J. Pētersons 47:12 (EQ) V. Lobačovs | Widzów: 520 Sędzia główny: James Ashton |
| Godzina: 14:00 | 14 min. kar                            |                 | 20 min. kar                                                          | Widzów: 520 Sędzia główny: James Ashton |

| 18 października 2014 | DAB Dunaújváros | 2:3 | ASC Corona 2010 Braszów | Patinoarul Olimpic, Braszów |

| Szczegóły      | Szczegóły                                  | Szczegóły       | Szczegóły                                                   | Szczegóły                              |
| -------------- | ------------------------------------------ | --------------- | ----------------------------------------------------------- | -------------------------------------- |
| Godzina: 18:00 | N. Galanisz (PP) 12:09 A. Pavuk (EQ) 47:41 | (1:2, 0:1, 0:0) | 03:23 (EQ) Z. Antal 07:26 (PP) Á. Mihály 36:50 (PP) C. Nagy | Widzów: 997 Sędzia główny: Petr Amosou |
| Godzina: 18:00 | 24 min. kar                                |                 | 12 min. kar                                                 | Widzów: 997 Sędzia główny: Petr Amosou |

| 19 października 2014 | Prizma Ryga | 2:5 | DAB Dunaújváros | Patinoarul Olimpic, Braszów |

| Szczegóły      | Szczegóły                                        | Szczegóły       | Szczegóły                                                                                               | Szczegóły                               |
| -------------- | ------------------------------------------------ | --------------- | --- | --------------------------------------- |
| Godzina: 12:00 | R. Malinovskis (EQ) 55:34 V. Lobačovs (EQ) 59:51 | (0:4, 0:1, 2:0) | 05:38 (EQ) A. Pavuk 08:28 (EQ) A. Pavuk 13:09 (EQ) D. Szappanos 18:46 (EQ) Z. Azari 37:09 (PP) Z. Azari | Widzów: 236 Sędzia główny: James Ashton |
| Godzina: 12:00 | 16 min. kar                                      |                 | 16 min. kar                                                                                             | Widzów: 236 Sędzia główny: James Ashton |

| 19 października 2014 | ASC Corona 2010 Braszów | 3:4 | Ciarko PBS Bank KH Sanok | Patinoarul Olimpic, Braszów |

| Szczegóły      | Szczegóły                                                     | Szczegóły       | Szczegóły                                                                                | Szczegóły                                |
| -------------- | ------------------------------------------------------------- | --------------- | ---------------------------------------------------------------------------------------- | ---------------------------------------- |
| Godzina: 16:00 | M. Petres (EQ) 14:36 M. Petres (EQ) 50:02 J. Obšut (PP) 53:51 | (0:1, 1:2, 2:1) | 03:02 (EQ) M. Vozdecký 03:53 (EQ) J. Pietrus 20:22 (EQ) M. Vozdecký 56:30 (PP) M. Danton | Widzów: 1552 Sędzia główny: Alex Lazzeri |
| Godzina: 16:00 | 10 min. kar                                                   |                 | 10 min. kar                                                                              | Widzów: 1552 Sędzia główny: Alex Lazzeri |

Awans z grupy C wywalczyła polska drużyna Ciarko PBS Bank KH Sanok. Dyrektoriat turnieju wybrał trzech najlepszych zawodników na pozycjach; zostali nimi: bramkarz Patrik Polc (Braszów), Jaroslav Obšut (Braszów) i Mike Danton (Sanok), który jednocześnie był najskuteczniejszym zawodnikiem turnieju.

## III runda

### Grupa D
Tabela

| Lp. | Zespół                         | M | Pkt | Z | WpD | PpD | P | G+ | G- | +/- |
| --- | ------------------------------ | - | --- | - | --- | --- | - | -- | -- | --- |
| 1   | Jertys Pawłodar                | 3 | 9   | 3 | 0   | 0   | 0 | 11 | 3  | +8  |
| 2   | Fischtown Pinguins Bremerhaven | 3 | 5   | 1 | 1   | 0   | 1 | 6  | 5  | +1  |
| 3   | Ritten Sport                   | 3 | 4   | 1 | 0   | 1   | 1 | 6  | 7  | -1  |
| 4   | Herning Blue Fox               | 3 | 0   | 0 | 0   | 0   | 3 | 3  | 11 | -8  |

Wyniki
| 21 listopada 2014 | Jertys Pawłodar | 3:2 | Fischtown Pinguins Bremerhaven | Arena Ritten, Ritten |

| Szczegóły      | Szczegóły                                                   | Szczegóły       | Szczegóły                                         | Szczegóły                                                                      |
| -------------- | ----------------------------------------------------------- | --------------- | ------------------------------------------------- | ------------------------------------------------------------------------------ |
| Godzina: 16:00 | A. Woroncow (EQ) 51:26 R. Huna (PN) 52:35 T. Vak (EQ) 57:55 | (0:1, 0:1, 3:0) | 00:44 (EQ) J. Hafenrichter 22:29 (PP) A. Teljukin | Widzów: 1200 Sędzia główny: Jimmy Bergamelli Sędziowie liniowi: Shane Warschaw |
| Godzina: 16:00 | 12 min. kar                                                 |                 | 8 min. kar                                        | Widzów: 1200 Sędzia główny: Jimmy Bergamelli Sędziowie liniowi: Shane Warschaw |

| 21 listopada 2014 | Ritten Sport | 5:1 | Herning Blue Fox | Arena Ritten, Ritten |

| Szczegóły      | Szczegóły | Szczegóły       | Szczegóły             | Szczegóły                                                                          |
| -------------- | --- | --------------- | --------------------- | ---------------------------------------------------------------------------------- |
| Godzina: 19:30 | I. Tauferer (EQ) 17:49 S. Kostner (EQ) 22:03 C. Borgatello (EQ) 27:06 P. Rissmiller (EQ) 36:48 A. Eisath (EQ) 50:15 | (1:1, 3:0, 2:0) | 08:59 (EQ) V. Backman | Widzów: 2000 Sędzia główny: Andreas Harnebring Sędziowie liniowi: Per Gustav Solem |
| Godzina: 19:30 | 6 min. kar |                 | 4 min. kar            | Widzów: 2000 Sędzia główny: Andreas Harnebring Sędziowie liniowi: Per Gustav Solem |

| 22 listopada 2014 | Herning Blue Fox | 1:4 | Jertys Pawłodar | Arena Ritten, Ritten |

| Szczegóły      | Szczegóły                 | Szczegóły       | Szczegóły                                                                     | Szczegóły                                                                     |
| -------------- | ------------------------- | --------------- | ----------------------------------------------------------------------------- | ----------------------------------------------------------------------------- |
| Godzina: 16:00 | M. H. Mølgaard (PP) 13:52 | (1:0, 0:3, 0:1) | 20:36 (SH) M. Hujsa 34:21 (EQ) R. Huna 39:57 (PP) R. Huna 59:45 (EN) M. Hujsa | Widzów: 570 Sędzia główny: Per Gustav Solem Sędziowie liniowi: Shane Warschaw |
| Godzina: 16:00 | 6 min. kar                |                 | 6 min. kar                                                                    | Widzów: 570 Sędzia główny: Per Gustav Solem Sędziowie liniowi: Shane Warschaw |

| 22 listopada 2014 | Fischtown Pinguins Bremerhaven | 2:1 pk. | Ritten Sport | Arena Ritten, Ritten |

| Szczegóły      | Szczegóły                                     | Szczegóły                 | Szczegóły                 | Szczegóły                                                                          |
| -------------- | --------------------------------------------- | ------------------------- | ------------------------- | ---------------------------------------------------------------------------------- |
| Godzina: 19:30 | P. Klöpper (EQ) 17:08 A. McPherson (SO) 65:00 | (1:0, 0:0, 0:1, 0:0, 1:0) | 59:43 (PP, EA) L. Ansoldi | Widzów: 1900 Sędzia główny: Jimmy Bergamelli Sędziowie liniowi: Andreas Harnebring |
| Godzina: 19:30 | 10 min. kar                                   |                           | 10 min. kar               | Widzów: 1900 Sędzia główny: Jimmy Bergamelli Sędziowie liniowi: Andreas Harnebring |

| 23 listopada 2014 | Ritten Sport | 0:4 | Jertys Pawłodar | Arena Ritten, Ritten |

| Szczegóły      | Szczegóły   | Szczegóły       | Szczegóły                                                                           | Szczegóły                                                                        |
| -------------- | ----------- | --------------- | ----------------------------------------------------------------------------------- | -------------------------------------------------------------------------------- |
| Godzina: 16:00 |             | (0:3, 0:1, 0:0) | 03:05 (EQ) A. Woroncow 11:20 (EQ) P. Fabuš 13:23 (EQ) P. Svitana 36:55 (SH) R. Huna | Widzów: 1600 Sędzia główny: Jimmy Bergamelli Sędziowie liniowi: Per Gustav Solem |
| Godzina: 16:00 | 14 min. kar |                 | 8 min. kar                                                                          | Widzów: 1600 Sędzia główny: Jimmy Bergamelli Sędziowie liniowi: Per Gustav Solem |

| 23 listopada 2014 | Fischtown Pinguins Bremerhaven | 2:1 | Herning Blue Fox | Arena Ritten, Ritten |

| Szczegóły      | Szczegóły                                          | Szczegóły       | Szczegóły              | Szczegóły                                                                       |
| -------------- | -------------------------------------------------- | --------------- | ---------------------- | ------------------------------------------------------------------------------- |
| Godzina: 19:30 | A. Teljukin (EQ) 07:08 A. McPherson (EQ, EA) 47:25 | (1:1, 0:0, 1:0) | 05:48 (EQ) H. Eriksson | Widzów: 550 Sędzia główny: Andreas Harnebring Sędziowie liniowi: Shane Warschaw |
| Godzina: 19:30 | 33 min. kar                                        |                 | 16 min. kar            | Widzów: 550 Sędzia główny: Andreas Harnebring Sędziowie liniowi: Shane Warschaw |

### Grupa E
Tabela

| Lp. | Zespół                   | M | Pkt | Z | WpD | PpD | P | G+ | G- | +/- |
| --- | ------------------------ | - | --- | - | --- | --- | - | -- | -- | --- |
| 1   | Ducs d’Angers            | 3 | 6   | 2 | 0   | 0   | 1 | 9  | 5  | +4  |
| 2   | Nioman Grodno            | 3 | 6   | 2 | 0   | 0   | 1 | 6  | 4  | +2  |
| 3   | Belfast Giants           | 3 | 6   | 2 | 0   | 0   | 1 | 7  | 5  | +2  |
| 4   | Ciarko PBS Bank KH Sanok | 3 | 0   | 0 | 0   | 0   | 3 | 3  | 11 | -8  |

Wyniki
| 21 listopada 2014 | Belfast Giants | 1:0 | Nioman Grodno | Patinoire du Haras, Angers |

| Szczegóły      | Szczegóły            | Szczegóły       | Szczegóły  | Szczegóły                                                                 |
| -------------- | -------------------- | --------------- | ---------- | ------------------------------------------------------------------------- |
| Godzina: 16:00 | M. Kompon (EQ) 38:31 | (0:0, 1:0, 0:0) |            | Widzów: 214 Sędzia główny: Chris Deweerdt Sędziowie liniowi: Timo Metsala |
| Godzina: 16:00 | 33 min. kar          |                 | 8 min. kar | Widzów: 214 Sędzia główny: Chris Deweerdt Sędziowie liniowi: Timo Metsala |

| 21 listopada 2014 | Ciarko PBS Bank KH Sanok | 0:4 | Ducs d’Angers | Patinoire du Haras, Angers |

| Szczegóły      | Szczegóły   | Szczegóły       | Szczegóły                                                                                      | Szczegóły                                                                 |
| -------------- | ----------- | --------------- | ---------------------------------------------------------------------------------------------- | ------------------------------------------------------------------------- |
| Godzina: 20:00 |             | (0:1, 0:2, 0:1) | 05:27 (EQ) C. Campbell 22:45 (EQ) M. Pilote-Griet 32:45 (PP) T. Crowder 42:03 (EQ) C. Campbell | Widzów: 838 Sędzia główny: Bastian Haupt Sędziowie liniowi: Jurij Oskirko |
| Godzina: 20:00 | 12 min. kar |                 | 10 min. kar                                                                                    | Widzów: 838 Sędzia główny: Bastian Haupt Sędziowie liniowi: Jurij Oskirko |

| 22 listopada 2014 | Nioman Grodno | 2:0 | Ciarko PBS Bank KH Sanok | Patinoire du Haras, Angers |

| Szczegóły      | Szczegóły                                  | Szczegóły       | Szczegóły   | Szczegóły                                                                  |
| -------------- | ------------------------------------------ | --------------- | ----------- | -------------------------------------------------------------------------- |
| Godzina: 16:00 | S. Chamko (EQ) 04:15 S. Malauka (PP) 31:21 | (1:0, 1:0, 0:0) |             | Widzów: 515 Sędzia główny: Chris Deweerdt Sędziowie liniowi: Bastian Haupt |
| Godzina: 16:00 | 16 min. kar                                |                 | 20 min. kar | Widzów: 515 Sędzia główny: Chris Deweerdt Sędziowie liniowi: Bastian Haupt |

| 22 listopada 2014 | Ducs d’Angers | 2:1 | Belfast Giants | Patinoire du Haras, Angers |

| Szczegóły      | Szczegóły                                          | Szczegóły       | Szczegóły             | Szczegóły                                                                 |
| -------------- | -------------------------------------------------- | --------------- | --------------------- | ------------------------------------------------------------------------- |
| Godzina: 20:00 | Cody Campbell (SH) 02:555 Cody Campbell (EQ) 13:02 | (2:0, 0:0, 0:1) | 59:33 (EQ) C. Elfring | Widzów: 1064 Sędzia główny: Timo Metsala Sędziowie liniowi: Jurij Oskirko |
| Godzina: 20:00 | 14 min. kar                                        |                 | 10 min. kar           | Widzów: 1064 Sędzia główny: Timo Metsala Sędziowie liniowi: Jurij Oskirko |

| 23 listopada 2014 | Ciarko PBS Bank KH Sanok | 3:5 | Belfast Giants | Patinoire du Haras, Angers |

| Szczegóły      | Szczegóły                                                       | Szczegóły       | Szczegóły | Szczegóły                                                                  |
| -------------- | --------------------------------------------------------------- | --------------- | --- | -------------------------------------------------------------------------- |
| Godzina: 15:30 | J. Knox (EQ) 20:28 R. Kostecki (EQ) 24:20 J. Pietrus (EQ) 37:29 | (0:1, 3:2, 0:2) | 16:08 (EQ) E. Cheverie 35:17 (EQ) M. Kompon 39:26 (EQ) D. Lloyd 51:59 (PP) M. McCutcheon 59:27 (EN) A. Keefe | Widzów: 570 Sędzia główny: Chris Deweerdt Sędziowie liniowi: Jurij Oskirko |
| Godzina: 15:30 | 22 min. kar                                                     |                 | 10 min. kar                                                                                                  | Widzów: 570 Sędzia główny: Chris Deweerdt Sędziowie liniowi: Jurij Oskirko |

| 23 listopada 2014 | Ducs d’Angers | 3:4 | Nioman Grodno | Patinoire du Haras, Angers |

| Szczegóły      | Szczegóły                                                         | Szczegóły       | Szczegóły                                                                                         | Szczegóły                                                                 |
| -------------- | ----------------------------------------------------------------- | --------------- | ------------------------------------------------------------------------------------------------- | ------------------------------------------------------------------------- |
| Godzina: 19:00 | G. Lefebvre (PP) 01:37 J. Skinnars (EQ) 16:06 M. Busto (EQ) 28:27 | (2:3, 1:1, 0:0) | 02:50 (PP) I. Nazariewicz 16:18 (EQ) W. Lisiczkin 19:59 (EQ) U. Michajłau 25:44 (SH) J. Sciapanau | Widzów: 1022 Sędzia główny: Bastian Haupt Sędziowie liniowi: Timo Metsala |
| Godzina: 19:00 | 14 min. kar                                                       |                 | 12 min. kar                                                                                       | Widzów: 1022 Sędzia główny: Bastian Haupt Sędziowie liniowi: Timo Metsala |

## Superfinał - grupa F

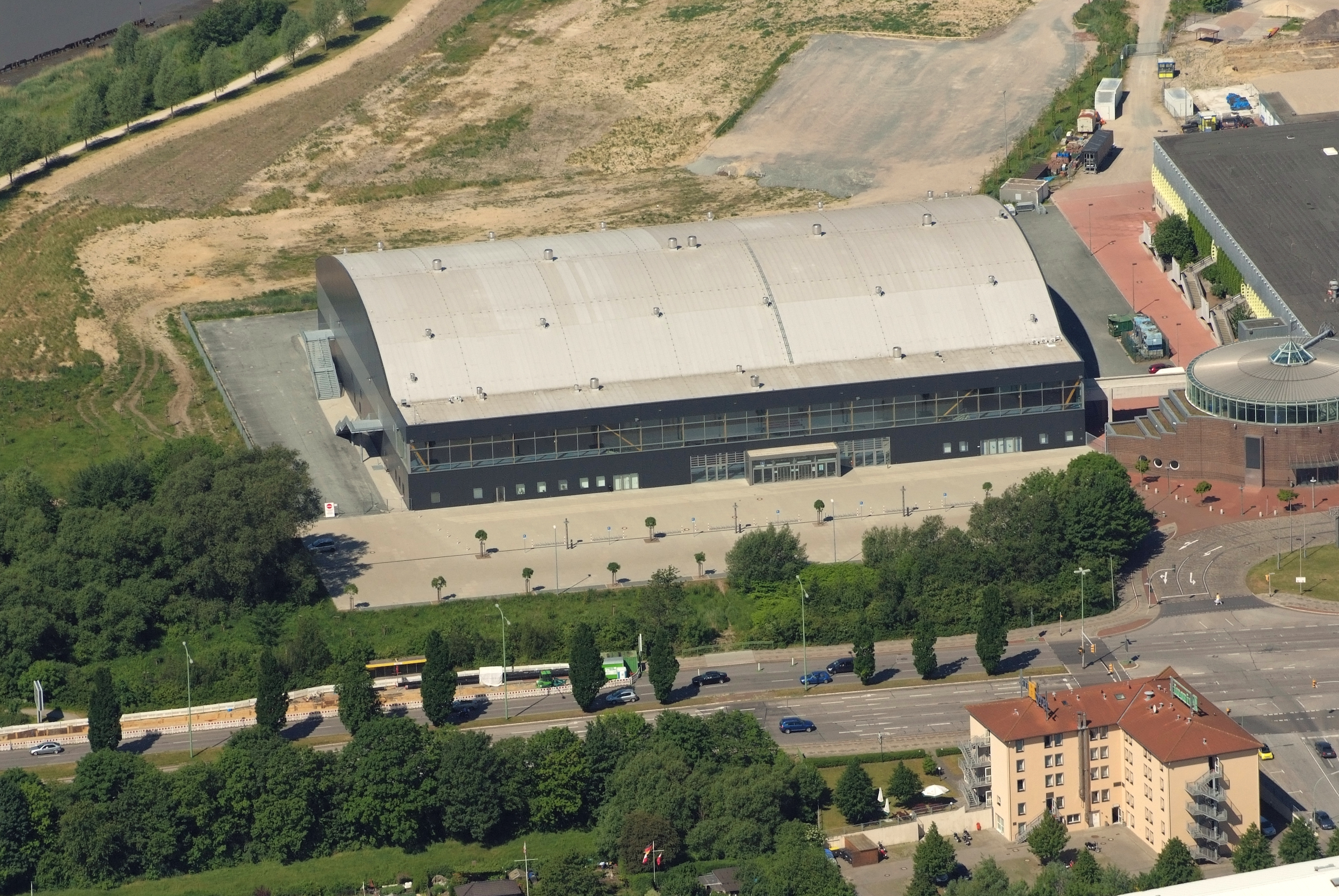
Eisarena Bremerhaven

Turniej finałowy Pucharu Kontynentalnego, czyli Superfinał rozegrany zostanie we niemieckim mieście Bremerhaven w hali Eisarena Bremerhaven w dniach 9-11 stycznia 2015. Turniej finałowy zostanie po raz drugi rozegrany w Niemczech, zaś po raz pierwszy w tej miejscowości.
Zwycięzca turnieju uzyska awans do kolejnego sezonu Ligi Mistrzów, chyba że tryumfatorem zostanie drużyna gospodarzy, które jako uczestnik niżej ligi w swoim kraju (DEL2) nie może wystąpić wśród najlepszych klubowych drużyn Europy.
Tabela
| Lp. | Zespół                         | M | Pkt | Z | WpD | PpD | P | G+ | G- | +/- |
| --- | ------------------------------ | - | --- | - | --- | --- | - | -- | -- | --- |
| 1   | Nioman Grodno                  | 3 | 8   | 2 | 1   | 0   | 0 | 15 | 5  | +10 |
| 2   | Fischtown Pinguins Bremerhaven | 3 | 5   | 1 | 1   | 0   | 1 | 10 | 12 | -2  |
| 3   | Ducs d’Angers                  | 3 | 4   | 1 | 0   | 1   | 1 | 6  | 10 | -4  |
| 4   | Jertys Pawłodar                | 3 | 1   | 0 | 0   | 1   | 2 | 9  | 13 | -4  |

| 9 stycznia 2015 | Ducs d’Angers | 0:5 | Nioman Grodno | Eisarena Bremerhaven |

| Szczegóły      | Szczegóły   | Szczegóły       | Szczegóły | Szczegóły                                                                |
| -------------- | ----------- | --------------- | --- | ------------------------------------------------------------------------ |
| Godzina: 16:00 |             | (0:3, 0:2, 0:0) | 00:57 (EQ) A. Malawka 04:17 (PP) A. Karszunau 13:11 (EQ) A. Karszunau 32:07 (EQ) K. Lastawiecki 35:15 (EQ) A. Širokovs | Widzów: 691 Sędzia główny: Peter Gebei Sędziowie liniowi: Aleksi Rantala |
| Godzina: 16:00 | 30 min. kar |                 | 8 min. kar | Widzów: 691 Sędzia główny: Peter Gebei Sędziowie liniowi: Aleksi Rantala |

| 9 stycznia 2015 | Fischtown Pinguins Bremerhaven | 5:4 | Jertys Pawłodar | Eisarena Bremerhaven |

| Szczegóły      | Szczegóły | Szczegóły       | Szczegóły                                                                                    | Szczegóły                                                                  |
| -------------- | --- | --------------- | -------------------------------------------------------------------------------------------- | -------------------------------------------------------------------------- |
| Godzina: 20:00 | J. Hafenrichter (PP) 01:55 T. Miller (SH) 27:11 B. Bombis (EQ) 30:40 A. McPherson (EQ) 46:18 M. Dejdar (EQ) 58:40 | (1:2, 2:0, 2:2) | 04:20 (PP) T. Vak 16:11 (EQ) R. Huna 50:20 (EQ) A. Troszczinski 55:21 (EQ) S. Miroszniczenko | Widzów: 2675 Sędzia główny: Danny Kurmann Sędziowie liniowi: Timothy Mayer |
| Godzina: 20:00 | 12 min. kar |                 | 12 min. kar                                                                                  | Widzów: 2675 Sędzia główny: Danny Kurmann Sędziowie liniowi: Timothy Mayer |

| 10 stycznia 2015 | Jertys Pawłodar | 2:4 | Ducs d’Angers | Eisarena Bremerhaven |

| Szczegóły      | Szczegóły                             | Szczegóły       | Szczegóły                                                                            | Szczegóły                                                                  |
| -------------- | ------------------------------------- | --------------- | ------------------------------------------------------------------------------------ | -------------------------------------------------------------------------- |
| Godzina: 16:00 | R. Huna (EQ) 21:43 R. Huna (EQ) 26:40 | (0:1, 2:0, 0:3) | 16:16 (EQ) T. Crowder 41:53 (EQ) J. Albert 42:43 (EQ) J. Skinnars 43:28 (PP) Y. Tifu | Widzów: 845 Sędzia główny: Eduards Odiņš Sędziowie liniowi: Aleksi Rantala |
| Godzina: 16:00 | 6 min. kar                            |                 | 8 min. kar                                                                           | Widzów: 845 Sędzia główny: Eduards Odiņš Sędziowie liniowi: Aleksi Rantala |

| 10 stycznia 2015 | Nioman Grodno | 6:2 | Fischtown Pinguins Bremerhaven | Eisarena Bremerhaven |

| Szczegóły      | Szczegóły | Szczegóły       | Szczegóły                                  | Szczegóły                                                                |
| -------------- | --- | --------------- | ------------------------------------------ | ------------------------------------------------------------------------ |
| Godzina: 20:00 | W. Lisiczkin (EQ) 02:22 K. Lastawiecki (PP) 14:53 J. Kristek (EQ) 25:09 J. Kristek (EQ) 32:45 A. Karszunau (PP) 34:21 S. Malawka (EQ) 55:44 | (2:0, 3:1, 1:1) | 27:37 (PP) T. Miller 48:32 (EQ) J. Kopecký | Widzów: 3025 Sędzia główny: Peter Gebei Sędziowie liniowi: Timothy Mayer |
| Godzina: 20:00 | 16 min. kar |                 | 16 min. kar                                | Widzów: 3025 Sędzia główny: Peter Gebei Sędziowie liniowi: Timothy Mayer |

| 11 stycznia 2015 | Jertys Pawłodar | 3:4 pk. | Nioman Grodno | Eisarena Bremerhaven |

| Szczegóły      | Szczegóły                                                   | Szczegóły                 | Szczegóły                                                                                  | Szczegóły                                                                  |
| -------------- | ----------------------------------------------------------- | ------------------------- | ------------------------------------------------------------------------------------------ | -------------------------------------------------------------------------- |
| Godzina: 15:00 | R. Huna (EQ) 14:45 P. Fabuš (EQ) 34:16 M. Chovan (PP0 54:08 | (1:1, 1:2, 1:0, 0:0, 0:1) | 17:30 (PP) A. Širokovs 21:31 (EQ) E. Stiepanau 30:59 (EQ) S. Chamko 65:00 (SO) A. Širokovs | Widzów: 1017 Sędzia główny: Timothy Mayer Sędziowie liniowi: Eduards Odiņš |
| Godzina: 15:00 | 12 min. kar                                                 |                           | 6 min. kar                                                                                 | Widzów: 1017 Sędzia główny: Timothy Mayer Sędziowie liniowi: Eduards Odiņš |

| 11 stycznia 2015 | Fischtown Pinguins Bremerhaven | 3:2 pk. | Ducs d’Angers | Eisarena Bremerhaven |

| Szczegóły      | Szczegóły                                                         | Szczegóły                 | Szczegóły                                    | Szczegóły                                                                |
| -------------- | ----------------------------------------------------------------- | ------------------------- | -------------------------------------------- | ------------------------------------------------------------------------ |
| Godzina: 19:00 | B. Bombis (EQ) 01:44 P. Dronia (PP) 38:47 A. McPherson (SO) 65:00 | (1:1, 1:1, 0:0, 0:0, 1:0) | 17:03 (EQ) D. Thillet 36:46 (EQ) C. Campbell | Widzów: 3025 Sędzia główny: Peter Gebei Sędziowie liniowi: Danny Kurmann |
| Godzina: 19:00 | 24 min. kar                                                       |                           | 16 min. kar                                  | Widzów: 3025 Sędzia główny: Peter Gebei Sędziowie liniowi: Danny Kurmann |

Statystyki
- Klasyfikacja strzelców:  Richard Huna (Jertys Pawłodar) – 4 gole[6]
- Klasyfikacja asystentów:  Andrej Karszunau (Nioman Grodno) – 5 asyst[7]
- Klasyfikacja kanadyjska:  Andrej Karszunau (Nioman Grodno) – 8 punktów[8]
- Klasyfikacja skuteczności interwencji bramkarzy:  Maksim Samańkou (Nioman Grodno) – 94,44%[9]
- Klasyfikacja średniej goli straconych na mecz bramkarzy:  Maksim Samańkou (Nioman Grodno) – 1,00

Nagrody
W turnieju finałowym przyznano nagrody indywidualne:
- Najlepszy bramkarz turnieju:  Maksim Samańkou (Nioman Grodno)
- Najlepszy obrońca turnieju:  Andrej Karszunau (Nioman Grodno)
- Najlepszy napastnik turnieju:  Tim Miller (Fischtown Pinguins Bremerhaven)